# 艾莎门
艾莎门（英語：Elsagate）是一个新词，指的是在YouTube和YouTube Kids上上传的所谓对儿童友好的视频的争议，大部分此類视频包含的主题并不适合儿童，比如呈现暴力、性愛、恋物癖和厕所幽默等内容，以及涉及危险或破坏的情况和活动。
影片通常在没有法律许可的情况下使用流行的卡通角色或進行跨界作品；该词语由“艾莎”（Elsa，2013年迪士尼动画电影《冰雪奇缘》的女主角，该角色经常出现在此类视频中）和“门”（gate，丑闻事件的后缀）两个单词混搭而成。 然而，“艾莎门”也包括如《Toy Freaks》等YouTube频道的争议，这些频道的视频不包含对家庭友善的卡通角色，但包含了真正的儿童，并提出关于可能涉及虐待兒童的问题。
此類视频大多數为實景录制或粗制滥造的電腦動畫，亦有采用如黏土动画等更加复杂的技术。尽管YouTube有年龄限制政策，但这些视频通常可规避内置的儿童安全算法，甚至可进入YouTube Kids。YouTube平台的庞大更使这些问题难以規管。为了進入搜索结果页并引起用户的注意，这些视频的标题和描述中常包含著名动画角色名字以及如“教育”、“学习色彩”、“童谣”等关键词。它们还会包括網路廣告，使频道管理者和YouTube本身能从中获利。尽管视频令人反感和困惑，但不少依舊吸引到极高观看量。
对于这些频道的批評自2016年起便已出現，而2017年關於YouTube儿童安全的争议則將這一問題帶入大眾關注中。当年在數家媒体报道后，YouTube採用了更加严格的儿童内容方针，并在十一月下旬开始大规模删除艾莎门相關的视频与频道，以及大量其他不适合的视频和评论。

## 历史
2016年6月，英国三大报之一的《卫报》发表了一篇关于同年3月创建的YouTube频道《Webs and Tiaras》的文章。仅仅在加拿大，《Webs and Tiaras》已经成为两个月来YouTube的第三大观看频道，累计观看次数达到17亿次。该频道的视频包括人们身穿蜘蛛侠、小丑和艾莎等著名角色的服装做出荒谬行为；视频没有对话，但有猎奇的背景音乐，被怀疑是为消除语言障碍从而吸引全球各地的观众。它还报道说，一些名为《Toy Monster》、《The Superheroes Life》和《The Kids Club》的内容几乎相同的频道已经出现在YouTube上。2017年1月，越南YouTube合作伙伴控制的一个频道，“蜘蛛侠/冰雪奇缘/超级英雄的真实生活”，在家长对其视频内容提出投诉后，阻止了他们的越南用户订阅和观看。该频道的管理者后来被越南当局罚款。
对于这类视频的高播放量也有不同的声音，许多人怀疑这类频道存在玩弄系统的嫌疑，即使用专门的机器或雇佣網絡水軍使自己获得更高的点击和订阅；然而，目前并没有确切的证据能证实这一点。
2017年2月，美国科技媒体网站《The Verge》发表有关评论，在全球最大的视频平台上（即YouTube），成年人穿着戏服（通常扮演著名角色）在没有剧本和台词的短剧裡进行怪异的表演已经成为一个蓬勃发展的行业。虽然许多影片是“薄弱而温和”的，但更多的视频显得非常可疑，内容包括诸如恶俗幽默、暴力和性等恶意情节。该文章指出（这一类的）绝大多数视频都是用 “几个万圣节服装” 和非常有限的预算拍摄的，这使得它们易于制作，也很容易形成模板用于复制繁殖传播。文章同时把这类频道和视频的成功归因于经常使用年幼儿童会好奇感兴趣的“弗洛伊德艺术理论”，对于诸如“撒尿、大便、亲吻、怀孕、看医生和打针”的内容，儿童或许会觉得迷人、有趣或者可怕。
与此同时，纽约另一家新闻评论网站The Awl也发表了一篇关于《Webs and Tiaras》及类似频道的文章，把该类型视频的内容描述为“无意义的噩梦”配上诸如“冰雪奇緣Elsa長了鸡腳!”、“冰雪奇緣Elsa肚子裡長了大腦！”、“冰雪奇緣Elsa和Anna撕裂蜘蛛侠！”或者“冰雪奇緣Elsa把失敗的面沖下馬桶”等标题，其中上面的冰雪奇緣指的是迪士尼卡通Frozen，Elsa可以翻译成爱莎、艾莎、爱沙、艾沙、艾尔莎、爱尔莎、爱杀、公主和L殺等。该网站评论这些视频对于儿童来说内容是极其扭曲的：一些视频涉及Elsa的分娩。另外一些视频裡面，蜘蛛侠将液体涂抹在Elsa的躯体上，并从口中注入色彩鲜艳的液体。用户多半会希望这些场景是设置为色情的（这样观看会被限制，儿童不会接触到）。“在大多数的视频裡，喜欢和不喜欢的选项被禁用，使我们不可能知道有多少用户真正接触了这些东西。在这些破百萬點擊率的视频的评论区裡，只有幾百則评论，數量相對稀少。而這些評論都是胡言乱语，有些只是隨意字母組合，而有些写的则是类似频道的推荐，以求吸引更多的点击和关注。”
同年3月，英国广播公司（BBC）发表了一篇关于“令人不安的YouTube视频正在欺骗诱导儿童”的文章。新闻集中展示关于小猪佩奇的一段视频，牙医以极其粗暴的方式给一名小猪佩奇的模仿角色拔牙，其中人物的牙齿被牙医缓慢、痛苦的拔出来。新闻同时还提到存在着成千上万的类似视频，全是未经正式授权但无危害的正宗漫画的同人，内容包括恐怖、恐惧和暴力。
CTV新聞台也在3月份报道了YouTube的“假卡通问题”，成人主题性质的模仿熱門兒童節目角色的視頻经常出现在YouTube的儿童/少儿版块裡。在某些情况下，视频的标题和缩略图是儿童友好的，然而视频内容却可能是完全不一样的，极其不适合年龄较小的儿童观看。该网站评论说这类视频通常含有许多哭泣和恐惧的场景、情节，涉及到怪物、流血，如同噩梦和克苏鲁。这些视频许多都有类似內容：主要角色进入黑暗的领土冒险，被恐怖的怪物以血腥的方式追逐、攻击，受伤乃至流血。
2017年夏天，“Elsagate”一词开始出现在互联网上。在17年夏天，它成为了Twitter上流行的主题标签，因为使用者利用这种方式呼吁公众关注YouTube和YouTube儿童板块里面的这类内容。Reddit（美国社交网站）创建了一个“Elsagate”社区来专门讨论这个现象，很快吸引了数以万计的用户热情参与。之后，包括说唱歌手B.o.B 和喜剧演员乔·罗根在内的几位名人意识到了这个问题。Elsagate也成为一个阴谋论的主题，该主题指出这些视频在试图将恋童癖或未成年人的性虐待正常化、轻松化、娱乐化。
2017年11月4日，《纽约时报》发表了一篇关于“惊人的视频”滑过YouTube的过滤器骚扰儿童的文章：“无论是因为意外还是因为糟糕的演员，（他们）已经找到了欺骗YouTube儿童安全算法的方法”。11月6日，作者詹姆斯·马德勒（James Bridle）在媒体上发表了一篇名为“互联网上有些地方出错了”的文章，对于“成千上万的这类视频” ，他评论说：“某些人或某些东西或人与东西共同构成的组织正在利用YouTube自动的、系统的、大规模的恐吓、伤害和虐待儿童”。马德勒还观察到，许多视频似乎是以各种流行的比喻（哏）、角色形象和关键词为基础，不断的“叠加和混合”，复杂变体所组成的混淆内容。结果，即使有实际人类参与的视频也开始产生自动化的内容，当明显的模仿甚至直接抄袭与“内容生产者的军团算法”开始相互作用，直到观看的人完全不可能知道现在在发生什么。11月17日，互联网评论员菲利普·德弗兰科（Philip DeFranco）发布了一个视频，讲述“YouTube上疯狂的儿童安全问题”。
《纽约时报》发现，以假冒卡通动画为特色的频道之一，Super Zeus TV，被链接到一个名为SuperKidsShop.com，在越南胡志明市注册的网站。SuperKidsShop.com网站的一名工作人员证实他的同伙们可能与这些视频有关， 一支百余人的团队负责制作这些视频。然而，随后进一步的采访要求未曾得到任何答复。
2017年11月9日， 讽刺声音拼贴组织（the satirical sound collage group ？）Negativland的成员在他们的每周电台节目边缘收听栏目裡出了一次致力于Elsagate的专题节目。“现代动物儿童”——混合了三个90年代的儿童媒体节目。在天线宝宝首创针对6到18个月大的人口营销统计之前的最后几年，所有的广播都集中于儿童媒体。
2017年11月23日，出口法国和加拿大的报刊Tabloïd发布了关于“Toy Monster”的视频调查，“Toy Monster”是一个与“Webs and Tiaras”互相链接的频道。他们找到了这些影片的创作者，位于加拿大魁北克市南岸，然而他拒绝接受采访。视频中的一位演员匿名表示，按照合同约定，他有义务避免发表评论。调查结果显示，同样内容的视频被上传到众多显然由同一个人控制操作的频道上。
2017年11月28日，《福布斯》杂志发表文章将Elsagate列为“数字时代黑暗烙印”的一个代表。文章作者评论说：“这个问题的庞大规模证明Youtube上儿童相关的内容已经是一个超出了我们控制的怪物了，去想象有多少孩子通过超出我们理解的方式已经受到了Elsagate的影响，这是一件非常可怕的事。”
2018年初，此类视频被發現在中国大陆的优酷、腾讯视频、爱奇艺及哔哩哔哩等视频分享网站上出现，更有甚者使用中文並於中國拍攝。2018年1月20日，腾讯视频及爱奇艺分别发布通告声明已下架此类内容。

## 对儿童的影响
虽然这些视频的行为效果目前还没有进行科学研究，但许多家长已在Reddit的/r/Elsagate看板上发布关于艾莎门的轶事报道，讨论儿童在观看与艾莎门相关频道的视频后的不正常行为。
《纽约时报》援引儿科教授迈克尔·里奇的评论。迈克尔教授证实这些视频对于儿童来说可能是有害的，当他们发现自己了解和信任的角色表现出不正当或者暴力行为的时候甚至会变得更加沮丧低落。而北京教育学院宣武分院心理教研员钟珩老师表示，这些视频含有色情内容，会给孩子对性的健康理解、两性关系的健康发展等带来一定影响。而一些涉及暴力的视频，会给孩子一个坏的示范和诱导，可能导致孩子以后在解决问题的时候，会用不友善的方式去解决。

## 回应

### 美國
2017年8月，YouTube宣布在视频内容和货币化方面实施新的规则。正在进行一系列的努力宣传，争取停止使用争议不断、令人反感的视频；同时YouTube发布通告，创作者将无法通过“不当使用家庭友好型人物/角色”的视频获取广告收益和播放收益。同年11月，YouTube宣布它将实施一项新的政策，在YouTube主要的APP中，以标记的形式通过年龄主动限制浏览内容。
争议扩大到那些以不一定是儿童喜爱的虚拟角色而是以真的儿童作为特色的频道，他们有时会在成年人的指导下进行不适当或者危险的活动。作为更广泛行动的一部分，YouTube删除了“玩具怪胎”频道，该频道裡一位父亲（Greg Chism）和他的两个女儿可能存在被虐待的情况。目前，伊利诺伊州和密苏里州的儿童保护官员正在调查Chismis涉嫌虐待儿童一事。在被删除之前，该频道一共有850万订阅。
媒体也透露了许多有关特色未成年人的视频经常由孩子自己上传，展示无辜的内容，吸引了来自恋童癖的评论。其中有一些视频被货币化。由于这场争议，有几家主要的广告商冻结了他们在YouTube上的支出。
2017年11月22日，YouTube宣布已经删除了大量不符合新准则的频道和视频；其中频道超过50个，视频数千个。
11月27日，Youtube在BuzzFeed新闻发布声明宣称已经“终止了超过270个帐户，并删除了超过15万个视频”，“关闭了超过625,000个由恋童癖定位的视频的评论”，“从近200万个视频和超过5万个伪装成家庭友好型内容的频道中删除了广告”。《福布斯》评论说，许多有问题的这类视频仍然可以在平台上看到，从网站上匆匆的删除了大量的视频证明YouTube的儿童安全保护算法完全无法保护幼小的儿童。

### 中國大陸
同類视频早在2016年初就已流入中國，并在短時間內于各大视频網站迅速傳播。一個名為“歡樂迪士尼”的用戶是早期翻譯並上傳此類视频的帳號之一。根據新浪微博資料，該帳號的認證機構為“廣州胤鈞貿易有限公司”，主要負責以英文為主的视频制作。員工表示，短片按照未露臉的老闆在QQ上發佈的劇本拍攝，主要是真人短片，最近拍的是畫畫題材。另外在优酷网上，自称为“一档少儿成长教育节目”的“广之潮亲子互动”自频道曾播放系列疑似视频。根据截图画面显示，其内容包括小男孩掀起女孩的裙子打针，女孩趴在桌上冲着镜头笑，以及模拟女孩怀孕等。
2018年1月16日，名为《一群变态锁定观看YouTube的孩童，我以前为他们工作》的转载文章在微博上引发热议，中国大陆网友此时发现此类视频在在中国视频网站已广泛存在和传播。1月20日，全國“掃黃打非”工作小組辦公室表示“已經深入開展自查和清理”，“相關網站也在展開自查和清理”。同時，北京市文化執法總隊召開網路遊戲專項整治工作會，並下發緊急通知，要求各视频網站立即對涉及未成年人视频作品開展自查；各搜索引擎對諸如「艾莎公主懷孕」、「蜘蛛俠寶寶艾莎」等「兒童邪典視頻」相關作品名稱詞條設為敏感词予以屏蔽，修改相關詞條以突出強調其對未成年人的社會危害。截至1月22日，优酷、爱奇艺等视频网站涉及儿童邪典片的关键词如“艾莎公主”“Elsagate”“小猪佩琦”等词已被屏蔽，此前曝光的账号如“广之潮”、“欢乐迪士尼”所发布的儿童邪典视频已被删除，但账号及部分正常亲子视频仍存在，未被封禁。而搜狐视频仍可搜索到儿童邪典片，不过搜狐视频则正在对相关视频表示清理。
而胤钧公司持有的“欢乐迪士尼”微博账号，目前更名为“深海5万米”；其优酷账号已经被封禁。1月22日晚，胤钧公司通过官方微博账号“深海5万米”发布致歉声明，称制作视频是为了冲视频流量，忽略为获得更多流量的同时, 创作了一些带有恐怖题材的视频，给小朋友造成伤害和影响。但否认与邪教有关或制作邪典片。1月22日，广东省及广州市“扫黄打非”办公室协调广州市公安、文化执法等部门，对胤钧公司进行了执法检查并调取相关证据。该公司被执法部门发现其涉嫌擅自从事网络文化经营活动，且产品内容涉嫌违反相关法律规定。执法部门已要求该公司将其所有相关视频下线，并依法查封两处经营场所，扣押用于经营的专用工具和设备，责令当事人停止生产经营活动。在相关部门宣布清理邪典片后，《南方都市报》记者尝试上传电影《冰雪奇缘》中艾莎公主建立冰雪城堡的经典片段，却同样被三家视频网站拒绝发布，其中腾讯视频审核结果显示“标题含有不适合传播的敏感词信息无法发布”；而优酷网和爱奇艺则同样迟迟无法发布该视频，但未公布原因。此后记者将来自境外视频网站的“恶魔把瓶中毒虫洒在艾莎床上”、“蜘蛛侠拿剪刀戳破婴儿脑袋”等动画短视频，以《危险！小朋友要远离虫子、剪刀等危险物品》为题上传至腾讯视频、爱奇艺、优酷网、搜狐视频，结果发现仅搜狐视频可以成功上传并通过审核，并且能通过关键词搜索到该视频；而其余三家网站则显示审核未通过，理由为“不符合相关规定”。
2月12日，全国“扫黄打非”工作小组办公室通报称，广东、北京两地“扫黄打非”办公室对与胤钧公司开展业务合作并提供传播平台的优酷、爱奇艺、腾讯公司立案调查，另外对百度旗下“好看”视频存在传播儿童邪典视频立案调查。北京、广东两地文化执法部门已作出相关行政处罚，责令上述企业改正违法违规行为，警告并处以罚款。此前的2月5日，胤钧公司制作儿童邪典视频案在文化执法部门前期调查取证的基础上，已由广州市公安局天河区分局刑事立案查处。2月6日，广州市天河区工商行政管理局依法吊销了胤钧公司的营业执照。